# Cantone di Olonzac
Il Cantone di Olonzac era una divisione amministrativa dell'arrondissement di Béziers.
A seguito della riforma approvata con decreto del 26 febbraio 2014, che ha avuto attuazione dopo le elezioni dipartimentali del 2015, è stato soppresso.

## Composizione
Comprendeva i comuni di:
- Aigne
- Azillanet
- Beaufort
- Cassagnoles
- La Caunette
- Cesseras
- Félines-Minervois
- Ferrals-les-Montagnes
- La Livinière
- Minerve
- Olonzac
- Oupia
- Siran